# Almirante Simpson (1895)
Almirante Simpson byl torpédový dělový člun chilského námořnictva. Postaven byl ve Velké Británii. Ve službě byl v letech 1896–1907. Poté jej získalo ekvádorské námořnictvo a pod jménem Libertador Bolívar jej provozovalo do roku 1932. Tehdy představoval největší válečnou loď ekvádorského námořnictva.

## Pozadí vzniku
Chile objednalo stavbu čtyř jednotek této třídy u britské loděnice Cammell Laird v Birkenheadu. Do služby byly přijaty roku 1896.

## Konstrukce
Pohonný systém a můstek chránilo lehké pancéřování. Trup byl opatřen klounem. Výzbroj tvořily dva 120mm kanóny Armstrong (po jednom na přídi a na zádi), čtyři 47mm kanóny Hotchkiss a tři 450mm torpédomety. Jeden torpédomet byl pevný příďový, druhý otočný na levoboku před komínem a třetí otočný na pravoboku za komínem. Pohonný systém tvořily čtyři kotle Normand a dva parní stroje s trojnásobnou expanzí o výkonu 4500 ihp, pohánějící dva lodní šrouby. Nejvyšší rychlost dosahovala 21,5 uzlu. V době zakoupení Ekvádorem rychlost poklesla na 19 uzlů a v době první světové války na 17 uzlů.